# Ejército Rashidun
El ejército Rashidun fue el núcleo de las fuerzas armadas del Califato Rashidun (también llamado Califato Ortodoxo) durante las conquistas musulmanas del siglo VII, sirviendo junto a la armada Rashidun. El ejército Rashidun mantuvo un alto nivel de disciplina, destreza estratégica y organización.
En su época, el ejército Rashidun fue una fuerza poderosa y muy eficaz. Los tres generales más exitosos del ejército de Rashidun fueron Jálid ibn al-Walid, quien conquistó la Mesopotamia persa y la Siria romana, y Abu Ubaidah ibn al-Yarrah, quien conquistó la Siria romana, y 'Amr ibn al-'As, quien conquistó el Egipto romano.

## Ejército
Solo se les permitía a los musulmanes  unirse al ejército Rashidun como soldados regulares. Durante las guerras Ridda en el reinado del califa Abu Bakr, el ejército estaba formado principalmente por soldados de Medina, La Meca y Taif. Posteriormente, durante la conquista de Irak en 633, muchos soldados beduinos fueron reclutados como soldados regulares. Durante la conquista islámica de la Persia sasánida (633-656), unos 12.000 soldados persas de élite se convirtieron al islam y sirvieron más tarde durante la invasión del imperio. Durante la conquista musulmana de la Siria romana (633-638), unos 4.000 soldados bizantinos griegos al mando de su comandante Joachim (más tarde Abdullah Joachim) se convirtieron al islam y sirvieron como tropas regulares en las conquistas de Anatolia y Egipto. Durante la conquista de Egipto (641-644), se reclutaron conversos coptos al islam. Durante la conquista del norte de África, los bereberes convertidos al islam fueron reclutados como tropas regulares, que más tarde formaron el grueso del ejército Rashidun y luego el ejército omeya en África.

### Infantería
El ejército Rashidun dependía en gran medida de su infantería. La infantería, más que la caballería, era el grueso del ejército y su componente más importante. Los Mubarizun eran una unidad especial del ejército musulmán, compuesta por campeones. Su papel era socavar la moral del enemigo matando a sus campeones. La infantería lanzaba repetidas cargas y retiradas conocidas como karr wa farr, usando lanzas y espadas combinadas con descargas de flechas para debilitar a sus enemigos y desgastarlos. Sin embargo, tenían que conservar sus energías para un contraataque, apoyado por una carga de caballería, que hacía movimientos de flanqueo o rodeo. Defensivamente, los lanceros musulmanes con sus lanzas de dos metros y medio de largo cerraban filas, formando un muro protector (Tabi'a) para que los arqueros continuaran disparando. Esta formación cerrada se mantuvo notablemente bien en los primeros cuatro días de defensa en la Batalla de Yarmuk.

### Caballería
La caballería Rashidun fue una de las fuerzas de caballería ligera más exitosas, siempre que fuera dirigida de manera competente. Estaba armada con lanzas y espadas. Inicialmente, la caballería se utilizó como fuerza de reserva, siendo su principal función la de atacar al enemigo una vez estuviera debilitado por las repetidas cargas de la infantería. La caballería entonces realizaba movimientos de flanqueo o rodeo contra el ejército enemigo, ya sea desde los flancos o directamente desde el centro, muy probablemente usando una formación en forma de cuña en su ataque. Algunos de los mejores ejemplos del uso de la fuerza de caballería ocurrieron bajo el mando de Jálid ibn Walid en la batalla de Walaya contra los persas sasánidas y en la batalla de Yarmuk contra los bizantinos. En ambos casos, los regimientos de caballería se apostaron inicialmente detrás de los flancos y el centro. La proporción de caballería dentro de las fuerzas Rashidun se limitaba inicialmente a menos del 20% debido a la incapacidad producida por la mala situación económica y el clima árido de la Península arábiga para soportar un gran número de caballos de guerra. A medida que fueron conquistadas las ricas tierras del Cercano Oriente, muchos guerreros árabes adquirieron caballos como botín o tributo, de modo que para el final del período Rashidun la mitad de las fuerzas "Jund" estaban compuestas de caballería. Inicialmente no se usaban arqueros montados en la caballería Rashidun a diferencia de sus oponentes bizantinos y persas, no siendo este un método de lucha árabe tradicional. A medida que avanzó la conquista de Persia, algunos nobles sasánidas se convirtieron al islam y se unieron a la causa Rashidun; estos "Asawira" eran muy apreciados debido a su habilidad como jinetes de caballería pesada y como arqueros montados.

## Arsenal

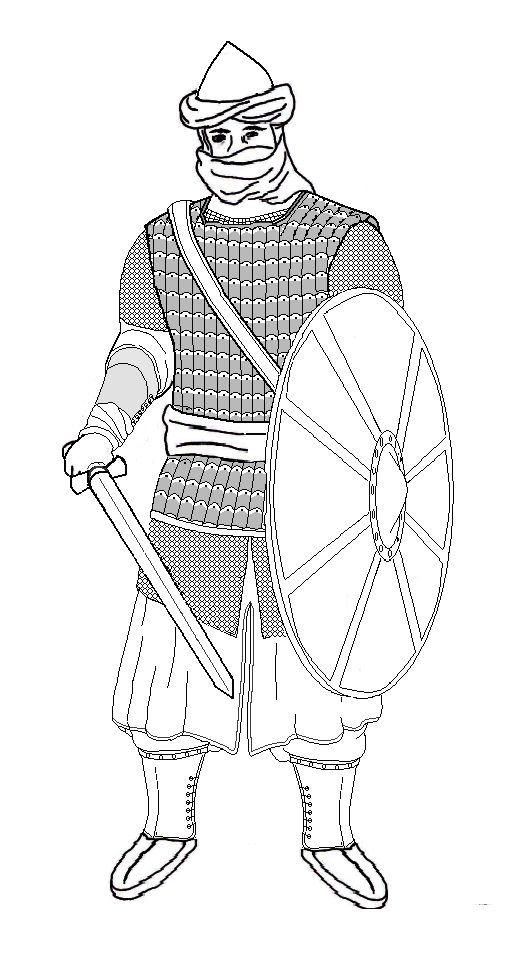
Un soldado de élite Rashidun equipado para la guerra de infantería. Lleva un casco de bronce de hierro, una cota de malla y una armadura de láminas de cuero. Su espada cuelga de un tahalí y lleva un escudo de cuero.

La reconstrucción del equipo militar de los primeros ejércitos musulmanes es problemática. Comparado con los ejércitos romanos —o, de hecho, con los ejércitos musulmanes medievales posteriores— el rango de representación visual es muy pequeño, a menudo impreciso y difícil de fechar. Físicamente, ha sobrevivido muy poca evidencia material y, de nuevo, gran parte de ella es difícil de fechar.

### Cascos
Los cascos musulmanes incluían cascos dorados, tanto puntiagudos como redondeados, similares a los cascos plateados del Imperio sasánida. El casco redondeado, conocido como "Baidah" ("Huevo"), era un casco estándar tipo bizantino temprano compuesto de dos piezas. El casco puntiagudo era del tipo segmentado de Asia Central conocido como "Tarikah". Cota de malla se usaba comúnmente para proteger la cara y el cuello, ya como almófar desde el casco o como una cofia de malla, tal como la habían usado los ejércitos romano-bizantinos desde el siglo V. La cara a menudo estaba a medio cubrir con la cola de un turbante que también servía de protección contra los fuertes vientos del desierto.

### Armadura
Armaduras de escamas de cuero endurecido o laminares eran producidas en Yemen, Irak y a lo largo de la costa del golfo Pérsico. Se prefería la armadura de malla y se hizo más común posteriormente durante la conquista de los imperios vecinos, a menudo obtenida como parte del botín. Se conocía como Dir y se abría parcialmente hasta el pecho. Para evitar la oxidación, se pulía y se almacenaba entre una mezcla de polvo y aceite. Los soldados de infantería llevaban armaduras más pesadas que los jinetes.

### Escudos
Se usaban escudos grandes de madera o mimbre, pero la mayoría de escudos estaban hechos de cuero. Para ello, se utilizaban pieles de camellos y vacas y se ungían, una práctica conocida desde la antigüedad hebrea. Durante la invasión del Levante, los soldados bizantinos utilizaban generalmente escudos de piel de elefante, que probablemente fueron capturados y utilizados por el ejército de Rashidun.

### Lanzas
Lanzas largas se fabricaban localmente con las cañas de la costa del golfo Pérsico. Las cañas eran similares a las del bambú.

### Espadas
La espada era el arma más prestigiosa de los primeros musulmanes. Espadas de alta calidad eran fabricadas en Yemen con acero wootz indio, mientras que espadas inferiores eran fabricadas por toda Arabia. Se utilizaban tanto espadas árabes cortas (similares al gladius romano) como espadas largas sasánidas, y a menudo se ilustraba tanto a los jinetes Rashidun como a los soldados de infantería cargándolas ambas a la vez. Todas las espadas colgaban de un tahalí. Otra arma personal era la daga, un arma que se usaba solo como último recurso.

### Arcos
Los arcos se fabricaban localmente en varias partes de Arabia; los más típicos eran los arcos del Hiyaz. Podían ser de una sola pieza de madera o de dos piezas unidas una a la otra. El alcance útil máximo del arco árabe tradicional solía ser de unos 150 metros. Los primeros arqueros musulmanes eran arqueros de infantería.

### Armamentos de asedio
Las catapultas eran utilizadas ampliamente en operaciones de asedio. Bajo el gobierno del califa Úmar también se emplearon torres de asedio, llamadas dababah. Estas torres de madera se movían sobre ruedas y tenían varios pisos de altura. Eran conducidos hasta el pie de las fortificaciones sitiadas y luego las paredes eran perforadas con un ariete. El ariete y los soldados que lo movían eran custodiado por arqueros.

## Organización del ejército como departamento del estado
El califa Úmar fue el primer gobernante musulmán en organizar el ejército como un departamento del estado. Esta reforma se introdujo en el año 637 d. C. Se hizo un comienzo con los coraichitas y cono los ansars y el sistema se extendió gradualmente a toda Arabia y a los musulmanes de las tierras conquistadas. Se preparó un registro de todos los adultos que podían ser llamados a la guerra y se fijó una escala de salarios. Todos los hombres registrados eran responsables de servicio militar. Se dividieron en dos categorías, a saber:
1. Aquellos que formaban el ejército regular permanente, y
2. Aquellos que vivían en sus hogares, pero que podían ser llamados a las armas cuando fuese necesario.

La paga se daba a principios del mes de muharram. Las mesadas se pagaban durante la temporada de cosecha. Los ejércitos de los califas recibían su pago principalmente con salarios en efectivo. En contraste con muchas organizaciones políticas posrromanas en Europa, concesiones de tierras o derechos a recaudar impuestos directamente de la gente dentro de las tierras que eran concedidas eran solo de menor importancia. Una consecuencia importante de esto fue que el ejército dependía directamente del estado para su subsistencia, lo que, a su vez, significaba que los militares tenían que controlar el aparato estatal.

## Movimiento
Cuando el ejército estaba en marcha, siempre se detenía los viernes. Cuando estaba en marcha, nunca se permitía que la marcha del día fuera tan larga como para que agotara a las tropas. Las etapas eran seleccionadas dependiendo de la disponibilidad de agua y otras provisiones. El avance era dirigido por una vanguardia compuesta por un regimiento o más. Luego venía el grueso del ejército, y este era seguido por las mujeres y los niños y el equipaje cargado en camellos. Al final de la columna se movía la retaguardia. En largas marchas se conducía a los caballos, pero si había algún riesgo de interferencia enemiga en la marcha, los caballos eran montados, y la caballería así formada actuaba como la vanguardia o la retaguardia o se movía por un flanco, dependiendo de la dirección desde la que se avecinara el mayor peligro .
Cuando iba en marcha el ejército se dividía en:
- Muqaddima (مقدمة) - "la vanguardia"
- Qalb (قلب) - "el centro"
- Al-khalf (الخلف) - "la parte trasera"
- Al-mu'akhira (المؤخرة) - "la retaguardia"

## Divisiones en batalla
El ejército estaba organizado según el sistema decimal.
En el campo de batalla, el ejército se dividía en secciones. Estas secciones eran:
- Qalb (قلب) - "el centro"
- Maymana (ميمنه) - "el ala derecha"
- Maysara (ميسرة) - "el ala izquierda"

Cada sección estaba bajo un comandante y a una distancia de unos 150 metros de las otras. Cada unidad tribal tenía su líder llamado arifs. En dichas unidades había comandantes por cada 10, 100 y 1.000 hombres, correspondiendo estos últimos a regimientos. La agrupación de regimientos para formar fuerzas más grandes era flexible y variaba con la situación. Los arifs estaban agrupados y cada grupo estaba bajo el mando de un comandante llamado amir al-ashar y los amir al-ashars estaban bajo el mando de un comandante de sección, quien estaba bajo el mando del comandante en jefe, amir al-jaysh .
Otros componentes del ejército eran:
- Rijal (رجال) - "infantería"
- Fursan (فرسان) - "caballería"
- Rumat (رماة) - "arqueros"
- Tali'ah (طليعة) - "patrullas", que vigilaban los movimientos enemigos

1. 'Rukban (ركبان) - "cuerpo de camellos"
2. 'Nuhhab al-mu'an (نهّاب المؤن) - "grupos de forrajeo"

## Inteligencia y espionaje
Este era uno de los departamentos más desarrollados del ejército y resultó útil en la mayoría de las campañas. El espionaje (ججاسوسي ) y los servicios de inteligencia se organizaron por primera vez por el general musulmán Jálid ibn Walid durante su campaña a Irak Posteriormente, cuando fue trasladado al frente sirio, también organizó allí el departamento de espionaje.

## Estrategia
La estrategia básica de los primeros ejércitos musulmanes que se dispusieron a conquistar tierras extranjeras fue explotar cualesquiera posibles desventajas del ejército enemigo para lograr la victoria con pérdidas mínimas, ya que el ejército Rashidun, tanto en calidad como en fuerza, era inferior a los ejércitos persa sasánida y bizantinos. Jálid ibn Walid, el primer general musulmán del califato Rashidun en llevar a cabo una conquista en tierras extranjeras, durante su campaña contra el imperio persa sasánida (Irak 633 - 634) y contra el imperio bizantino (Siria 634 - 638) desarrolló tácticas brillantes que usó eficazmente contra el ejército sasánida y el ejército bizantino. La principal desventaja de los ejércitos del imperio persa sasánida y del imperio romano de oriente era su falta de movilidad. Jálid ibn Walid decidió utilizar la movilidad de su propio ejército para explotar la falta de ella en los ejércitos sasánida y bizantino. Posteriorimente, la misma estrategia fue adoptada por todos los demás generales musulmanes durante el período de expansión militar. Aunque solo una parte del ejército Rashidun era caballería genuina, todo el ejército montaba en camello para moverse. Jálid ibn Walid y luego generales musulmanes posteriores también pudieron hacer uso de la excelente habilidad de combate de los soldados musulmanes, la mayoría de los cuales eran beduinos y expertos en el manejo de la espada.
La caballería ligera de los musulmanes durante los últimos años de la conquista islámica del Levante se convirtió en la sección más poderosa del ejército. El mejor uso de esta caballería de rápido movimiento y armas ligeras se reveló en la Batalla de Yarmuk (636 d. C.) en la que Jálid ibn Walid, conociendo la importancia y habilidad de su caballería, los usó para dar vuelta a cada momento crítico de la batalla, con su capacidad para entablar combate y desengancharse, retroceder y atacar de nuevo desde el flanco o la retaguardia. Jálid ibn Walid formó un fuerte regimiento de caballería que incluía a los veteranos de la campaña en Irak y Siria. Los primeros historiadores musulmanes le han dado el nombre de Tulai'a Mutaharrika (طليعة متحركة), o guardia móvil. Era utilizada como vanguardia y como una fuerza de ataque fuerte para desviar a los ejércitos enemigos con su mayor movilidad, que le daba una ventaja a la hora de maniobrar contra cualquier ejército bizantino. Con esta fuerza de ataque móvil, la conquista de Siria se hizo fácil.
Otra estrategia notable desarrollada por Al-Muthanna y posteriormente seguida por otros generales musulmanes era la de no alejarse del desierto mientras hubiera fuerzas opuestas a una distancia de ataque de su retaguardia. La idea era librar las batallas cerca del desierto, con rutas de escape seguras y abiertas en caso de derrota. El desierto no solo era un refugio de seguridad en el que los ejércitos sasánida y bizantino no se aventuraban, sino también una región de movimiento libre y rápido en la que sus tropas montadas en camello podían moverse fácil y rápidamente hacia cualquier destino que eligieran. Siguiendo esta misma estrategia durante la conquista de Irak y Siria, Jálid ibn Walid no enfrentó a su ejército en las profundidades de Irak y Siria sino hasta que el ejército contrario perdió la capacidad de amenazar sus rutas hacia el desierto. Otra posible ventaja de mantener siempre un desierto en la retaguardia era la fácil comunicación y envío de refuerzos.
Una vez que los bizantinos estuvieron debilitados y los sasánidas efectivamente destruidos, los generales Rashidun posteriores fueron libres de usar cualquier estrategia y táctica para dominar a las fuerzas enemigas, pero se apoyaron principalmente en la movilidad de sus tropas para evitar la concentración de tropas enemigas en grandes cantidades.

## Conducta y ética
El principio básico en el Corán para la batalla es que otras comunidades deben ser tratadas como propias. La batalla estaba justificada por legítima defensa, para ayudar a otros musulmanes y después de una violación de los términos de un tratado, pero debía detenerse si estas circunstancias dejaban de existir. Durante su vida, Mahoma dio varios mandatos a sus fuerzas y adoptó prácticas para la conducción de la guerra. El compañero de Mahoma, Abu Bakr, resumió los más importantes en la forma de diez reglas para el ejército Rashidun:
Detenéos, oh pueblo, para que pueda daros diez reglas para vuestra guía en el campo de batalla. No cometáis traición ni os desviéis del camino correcto. No debéis mutilar cadáveres. No matéis a niño, ni a mujer, ni a anciano. No hagáis daño a los árboles, ni los queméis con fuego, especialmente los que dan frutos. No matéis a ninguno de los rebaños del enemigo, salvo para vuestra comida. Es probable que paséis junto a personas que han dedicado su vida a los servicios monásticos; déjadlos en paz.
Estos mandatos fueron honrados por el segundo califa, Úmar, durante cuyo reinado (634-644) tuvieron lugar importantes conquistas musulmanas. Además, durante la batalla de Siffín, el califa Ali declaró que el Islam no permitía a los musulmanes detener el suministro de agua a sus enemigos. Además de los califas Rashidun, los hadices atribuidos al propio Mahoma sugieren que declaró lo siguiente con respecto a la conquista musulmana de Egipto:
"Váis a entrar en Egipto una tierra donde se usa el qirat  (una unidad monetaria). Sed extremadamente buenos con ellos, ya que tienen con nosotros estrechos vínculos y relaciones matrimoniales".

"Sed Justos con Alá sobre los coptos."

## Generales del Califato Rashidun
- Jálid ibn Walid
- Amr ibn al-Aas
- Abu Ubaidah ibn al-Jarrah
- Sa`d ibn Abi Waqqas
- Yazid ibn Abu Sufyan
- Shurhabil ibn Hasana
- Al-Qa'qa 'ibn' Amr al-Tamimi
- Dhirar bin Al-Azwar
- Asim ibn 'Amr al-Tamimi
- Abdullah ibn Amir
- Uqba ibn Nafi
- Iyad ibn Ghanm
- Abdullah ibn Sa'ad